# Parafia św. Wawrzyńca i Mikołaja w Radoszkach
Parafia Świętych Wawrzyńca i Mikołaja w Radoszkach – parafia rzymskokatolicka, znajdująca się w diecezji toruńskiej, w dekanacie Górzno.
Na obszarze parafii leżą miejscowości: Radoszki, Gutowo, Małe Leźno, Samin, Zembrze. 